# Tamás Vicsek

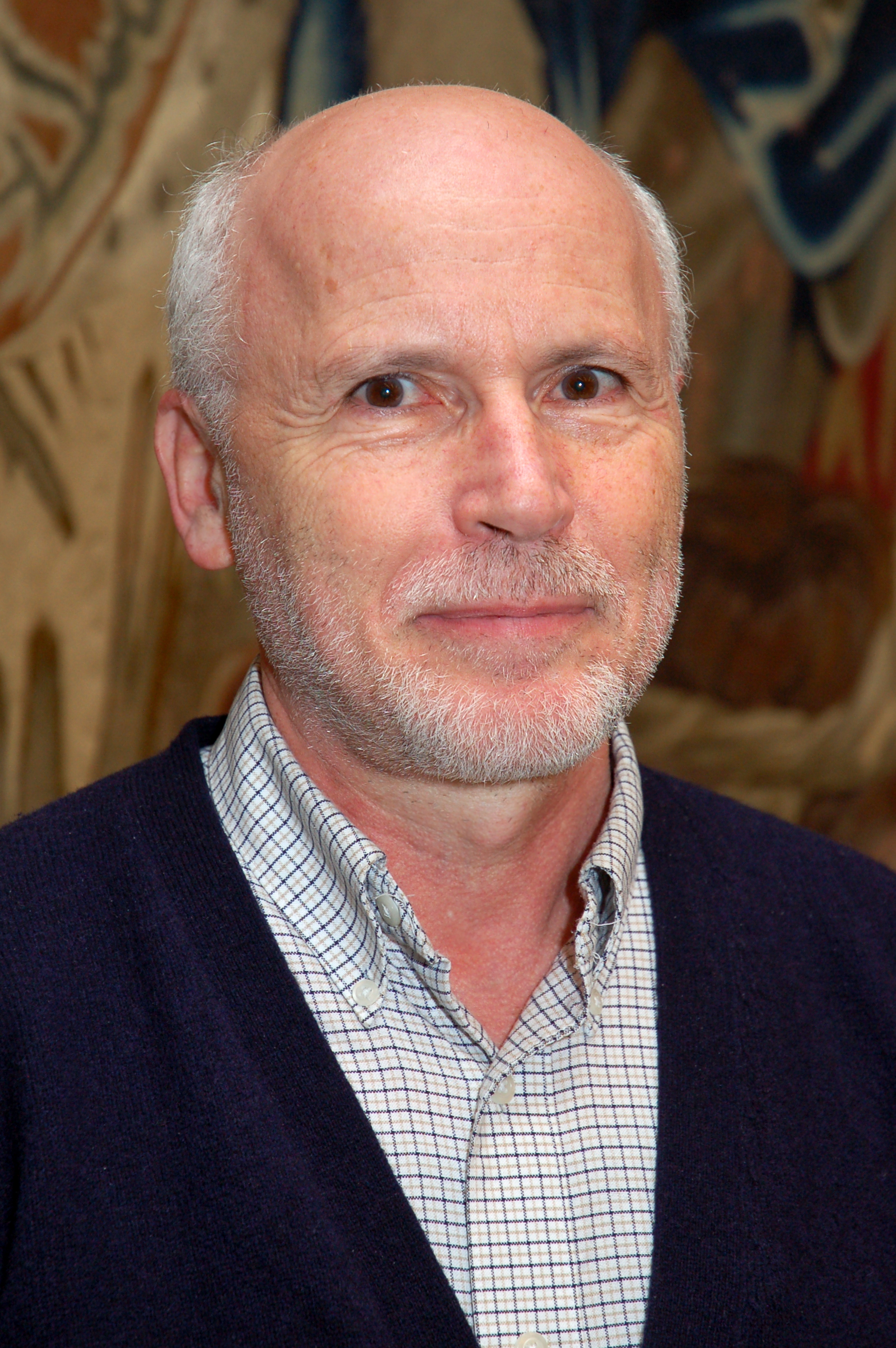
Vicsek 2011

Tamás Vicsek (* 10. Mai 1948 in Budapest) ist ein ungarischer Physiker.
Vicsek studierte an der Lomonossow-Universität mit dem Diplom-Abschluss 1972, wurde an der Universität Debrecen 1976 promoviert und erhielt 1983 den Kandidatenabschluss an der Ungarischen Akademie der Wissenschaften.
Er forschte ab 1972 am Forschungsinstitut für Technische Physik (RITP) der Ungarischen Akademie der Wissenschaften. Ab 1991 war er Professor für Physik an der Eötvös-Loránd-Universität, zuerst in der Abteilung Atomphysik, ab 1998 in der Abteilung Biophysik. 2018 wurde er emeritiert.
Er war Gastwissenschaftler am King’s College London (1981), an der Emory University (Adjunct Professor 1989), der University of Notre Dame, am Kavli-Institut für Theoretische Physik in Santa Barbara und am Supercomputer-Zentrum der Kernforschungsanlage Jülich (1990).
Seine Forschungsgebiete Perkolationstheorie, numerische Studien dichter Flüssigkeiten, Monte-Carlo-Simulation von Clustern, Aggregationsphänomene und unterschiedliche Netzwerke, Wachstum von Fraktalen, Musterbildung, kollektive Phänomene in der Biologie (Oszillationen, Schwarmverhalten), Zellfortbewegung und molekulare Motoren. Dabei untersuchte er unter anderem Panikverhalten von Fußgängern, Schwarmverhalten von Tauben, soziale Netzwerke zum Beispiel von Wissenschaftlern.
Er entwickelte 1995 das Vicsek-Modell für Schwarmverhalten. Dabei orientieren sich eine Reihe von Teilchen, deren Geschwindigkeit von ihnen selbst eingestellt werden kann, am Verhalten der Nachbarteilchen, an denen sie sich auszurichten versuchen (beschrieben durch eine Mittelung mit einem zufälligen Störterm). Es gibt einen Phasenübergang von zufälligem zu geordnetem Verhalten abhängig von der Störung durch Rauschen und der Dichte der Teilchen.
Vicsek gehört zu den meistzitierten Wissenschaftlern auf dem Gebiet kollektiven Verhaltens. Er befasst sich auch mit der Rolle von Hierarchien in Systemen wie Schwärmen von Drohnen und selbst-organisierenden Netzwerken.

Vicsek Fraktal, fünfte Iteration

Nach ihm ist das Vicsek-Fraktal (auch Vicsek-Schneeflocke, Box Fraktal) benannt. Es wird in einem Quadrat durch Iteration des folgenden Prozesses gebildet: Man unterteile das Quadrat in 3 × 3 kleinere Quadrate und entfernt alle kleineren Quadrate außer denen an den vier Ecken und in der Mitte. Es findet Anwendung in fraktalen Antennen.
2006 wurde er Fellow der American Physical Society. 1995 wurde er Mitglied der Academia Europaea und korrespondierendes Mitglied der Ungarischen Akademie der Wissenschaften, deren Vollmitglied er 2001 wurde. 2003 erhielt er den Leo Szilard Preis, 1999 den Széchenyi-Preis und 2017 den ungarischen Prima Primissima Preis. 2020 erhielt er den Lars-Onsager-Preis mit John Toner und Yuhai Tu für grundlegende Arbeit zur Theorie des Schwarmverhaltens, die den Beginn des Gebiets aktiver Materie bildete und stark zu dessen Entwicklung beitrug (Laudatio).

## Schriften
Bücher:
- Herausgeber mit Fereydoon Family: Fractal Surfaces, World Scientific 1991
- Fractal Growth Phenomena, WSPC, 2. Auflage 1992
- mit Anna Zafeiris: Why We Live in Hierarchies?: A Quantitative Treatise, Springer 2018

Aufsätze (Auswahl):
- mit F. Family: Dynamic scaling for aggregation of clusters, Phys. Rev. Lett., Band 52, 1984, S. 1669
- mit F. Family: Scaling of the active zone in the Eden process on percolation networks and the ballistic deposition model, Journal of Physics A, Band 18, 1985, S. L 75
- mit E. Ben-Jakob u. a.: Generic modelling of cooperative growth patterns in bacterial colonies, Nature, Band 368, 1994, S. 46–49
- mit András Czirók, Eshel Ben-Jacob, Inon Cohen, Ofer Shochet: Novel Type of Phase Transition in a System of Self-Driven Particles, Phys. Rev. Lett., Band 75, 1995, S. 1226–1229
- mit D. Helbing, I. Farkas: Simulating dynamical features of escape panic, Nature, Band 407, 2000, S. 487–490
- mit D. Helbing, I. J. Farkas: Freezing by heating in a driven mesoscopic system, Phys. Rev. Lett., Band 84, 2000, S. 1240
- mit Z. Néda, E. Ravasz, Y. Brechet, A. L. Baragási: The sound of many hands clapping, Nature, Band 403, 2000, S. 849–850
- mit A. L. Barabási, E. Ravasz: Deterministic scale-free networks, Physica A, Band 299, 2001, S. 559–564
- mit A. L. Barabasi, H. Jeong, Z. Néda, E. Vasz, A. Schubert: Evolution of the social network of scientific collaborations, Physica A, Band 311, 2002, S. 590–614
- mit G. Palla, A. L. Barabasi: Quantifying social group evolution, Nature, Band 446, 2002, S. 664–667
- mit D. Helbing, I. J. Farkas, P. Molnar: Simulation of pedestrian crowds in normal and evacuation situations, Pedestrian and Evacuation Dynamics, Band 21, 2002, S. 21–58
- mit E. Almaas u. a.: Global organization of metabolic fluxes in the bacterium Escherichia coli, Nature, Band 427, 2004, S. 839–843
- mit G. Palla, I. Derényi, I. Farkas: Uncovering the overlapping community structure of complex networks in nature and society, Nature, Band 435, 2005, S. 814–818
- mit I. Derényi, G. Palla: Clique percolation in random networks, Phys. Rev. Lett., Band 95, 2005, S. 160202
- mit B. Adamcsek, G. Palla, I. J. Farkas, I. Derényi: CFinder: locating cliques and overlapping modules in biological networks, Bioinformatics, Band 22, 2006, S. 1021–1023
- mit M. Nagy, Z. Akos, D. Biro: Hierarchical group dynamics in pigeon flocks, Nature, Band 464, 2010, S. 890–893
- mit A. Zafeiris: Collective motion, Physics Reports, Band 517, 2012, S. 71–140